# Longwood (Wisconsin)
Longwood – miasto w Stanach Zjednoczonych, w stanie Wisconsin, w hrabstwie Clark.